# 高矢禮
高矢禮（ゴシレ、Gosireh、고시례、ローマ字転写：Gosirye、「禮」は「礼」の韓国における漢字(旧字体)）は、かつて日本に存在していた朝鮮料理レストラン。韓国の俳優ペ・ヨンジュンがプロデュース（ジェネラル・アドヴァイザー）を手がけ、エイ・キッチン、ビーオーエフインターナショナル、デジタルアドベンチャーが運営をしていた。

## 概要
高矢禮は、ソウル中区小公洞ロッテ百貨店の「ティーロフト」、ソウル江南区新沙洞の「ゴリラ・イン・ザ・キッチン」に続いて、ペ・ヨンジュンが運営する3店舗目の飲食店。本格的な韓国伝統料理店であり、うま味調味料を使わず素材にこだわっている。
“高矢禮”とは、大切な食べ物に対する、韓国の伝統から生まれた礼の心を意味するとされる。野外で飯を食べる前に「高矢禮（ゴシレ、ゴスレ、gosirye）」と叫んで、食べ物を外で投げること、土神と水神（五行）に食べ物を捧げるという意味がある。
高矢禮の全メニューの監修は、朝鮮皇室宮廷料理の継承者であり、韓国ドラマ「宮廷女官チャングムの誓い」で料理監修を務めた姉をもつハン・ボクジン教授が行なった。アートディレクターとしては、有名女性ファッションブランド「KUHO」のプロデューサーであり、韓国映画「スキャンダル」で美術監督を務めたチョン・グホが担当し、インテリア・食器だけでなく店員の衣装であるハンボクのデザインを手がけた。

## 沿革
- 2006年7月23日、韓国伝統料理店「高矢禮」のオープニング記者会見を開催。会場には、ペ・ヨンジュンや長嶋茂雄らが出席した[1]。事業主体は株式会社エイ・キッチン[3]。
- 2006年8月10日に「高矢禮」（白金店）がオープン。開店時は、その話題性からペ・ヨンジュンファンに支持され、ランチは約3500～6000円、ディナーは約1万～5万円と高額であるが、2ヶ月前から予約しないと入店ができなかった[4]。2007年秋からは、ディナーに一品料理のメニューを加え、一品料理に限り予約が不要な形式をとった。
- 2008年2月、ペ・ヨンジュンの韓国所属事務所「BOF」の親会社「キーイースト」が、日本市場に進出するための新会社「ビーオーエフインターナショナル株式会社（BOFi）」を設立[5][6]。同社は、BOF所属俳優の日本でのマネジメント業務を取り仕切るほか、エイ・キッチンの事業を吸収し、「高矢禮」を傘下に加えた。
- 2008年6月、『高矢禮弁当』をセブン-イレブンにて発売[7]。
- 2008年9月10日、韓国居酒屋料理店「高矢禮 火（ゴシレ ファ）名古屋店」がサンシャイン栄に開店[8]。
- 2008年12月、第2弾『高矢禮弁当』を販売。
- 2009年5月1日、株式会社デジタルアドベンチャー（現：SM ENTERTAINMENT JAPAN）が、BOFiを吸収合併[9]。同社が運営を開始。
- 2009年6月29日、第3弾『高矢禮弁当』をセブン-イレブンにて販売[10]。
- 2009年11月27日、デリショップ「高矢禮 健（ゴシレ ゴン）」が西武池袋本店に開店[11]。
- 2010年4月6日、「高矢禮 火 ロッテシティホテル錦糸町店」が開店[12]。
- 2010年9月14日、第4弾 『高矢禮弁当 秋』を発売[13]。
- 2010年11月30日、「高矢禮 健」を閉店。
- 2011年2月末、フラッグシップ店である「高矢禮（白金店）」を閉店[14][15]。
- 2012年8月、「高矢禮 火 ロッテシティホテル錦糸町店」を閉店。
- 2014年5月6日、「高矢禮 火 名古屋店」を閉店[16]。この閉店で高矢禮を冠する店舗はすべて閉店したことになる。

## 評価
週刊文春2006年9月14日号にて、評価基準中で最低の「おごりでも行きたくない」との評価がなされている。
採点は「料理」、「サービス」、「客層を含めた雰囲気」、「コストパフォーマンス」、「他店にはない特徴」の5項目、各項目20点の合計100点満点で行われ、評価基準は、90点以上が「ぜひとも常連になりたい」、80点以上が「ときどきは顔を出したい」、70点以上が「誘われたら行ってもいい」、69点以下が「おごりでも行きたくない」であった。
高矢禮は、「料理」で14点、「サービス」で11点、「客層を含めた雰囲気」で14点、「コストパフォーマンス」で2点、「他店にはない特徴」で11点、計52点を記録した。

## ギャラリー

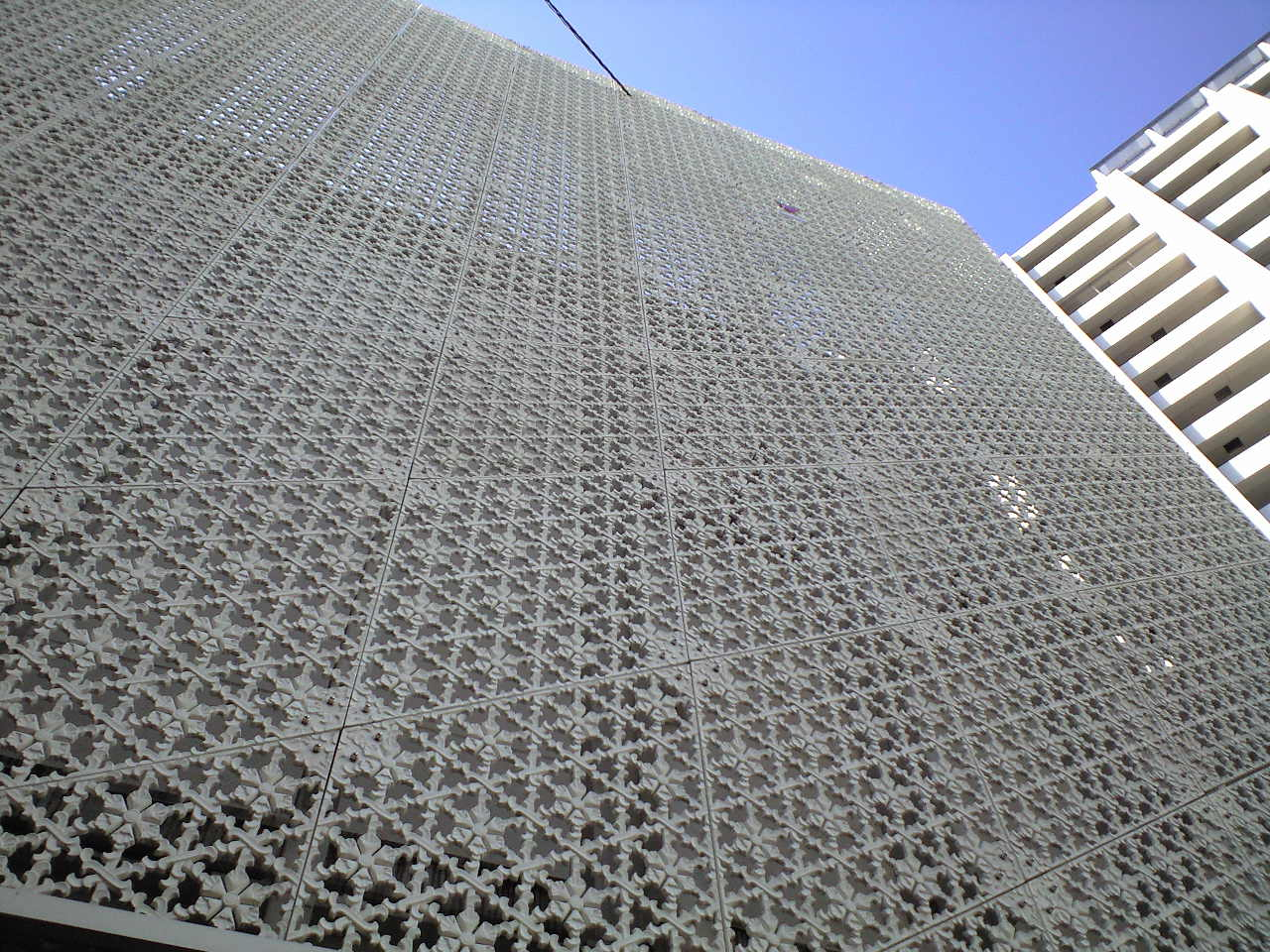
東京高輪店外観
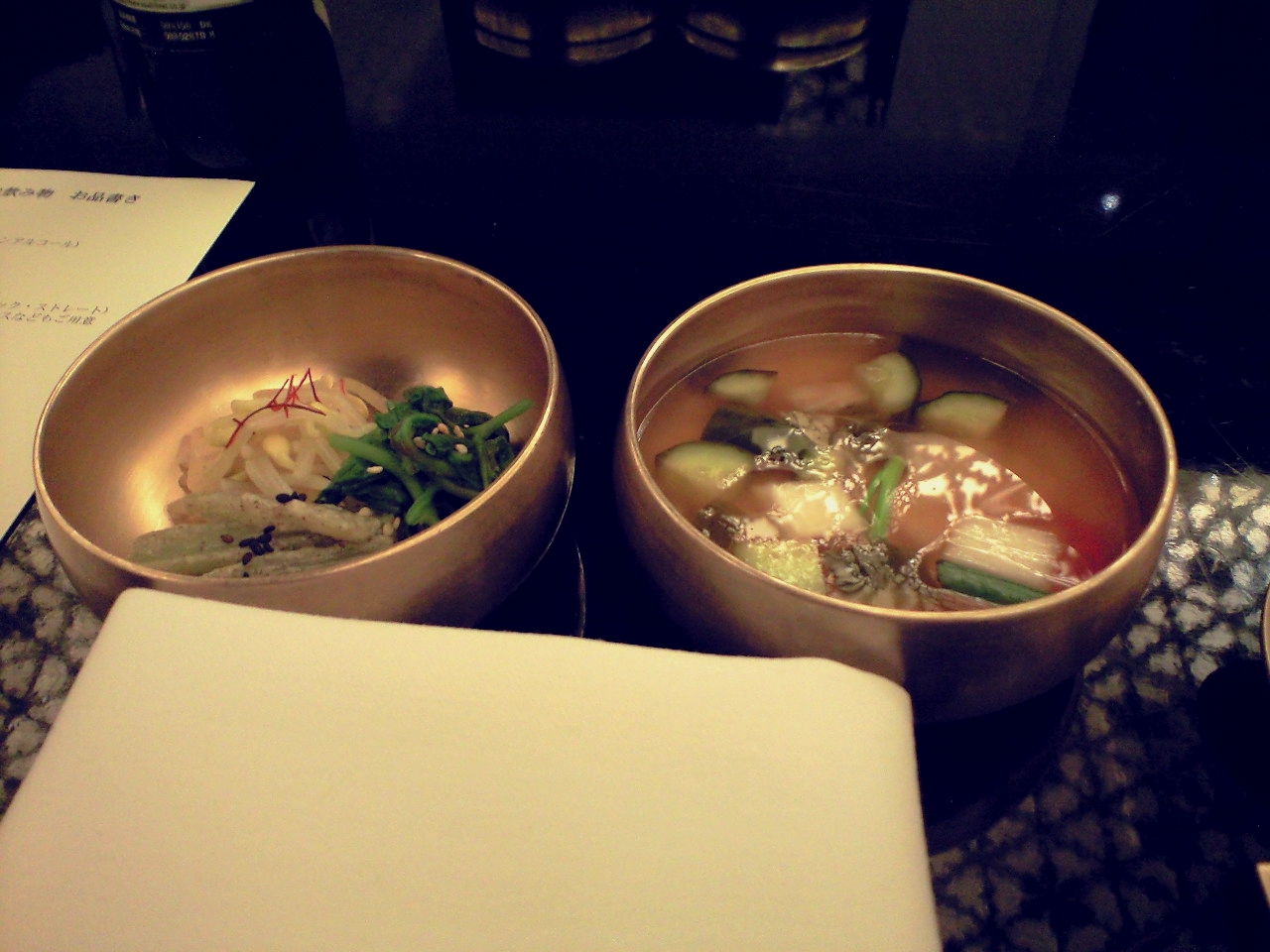
前菜
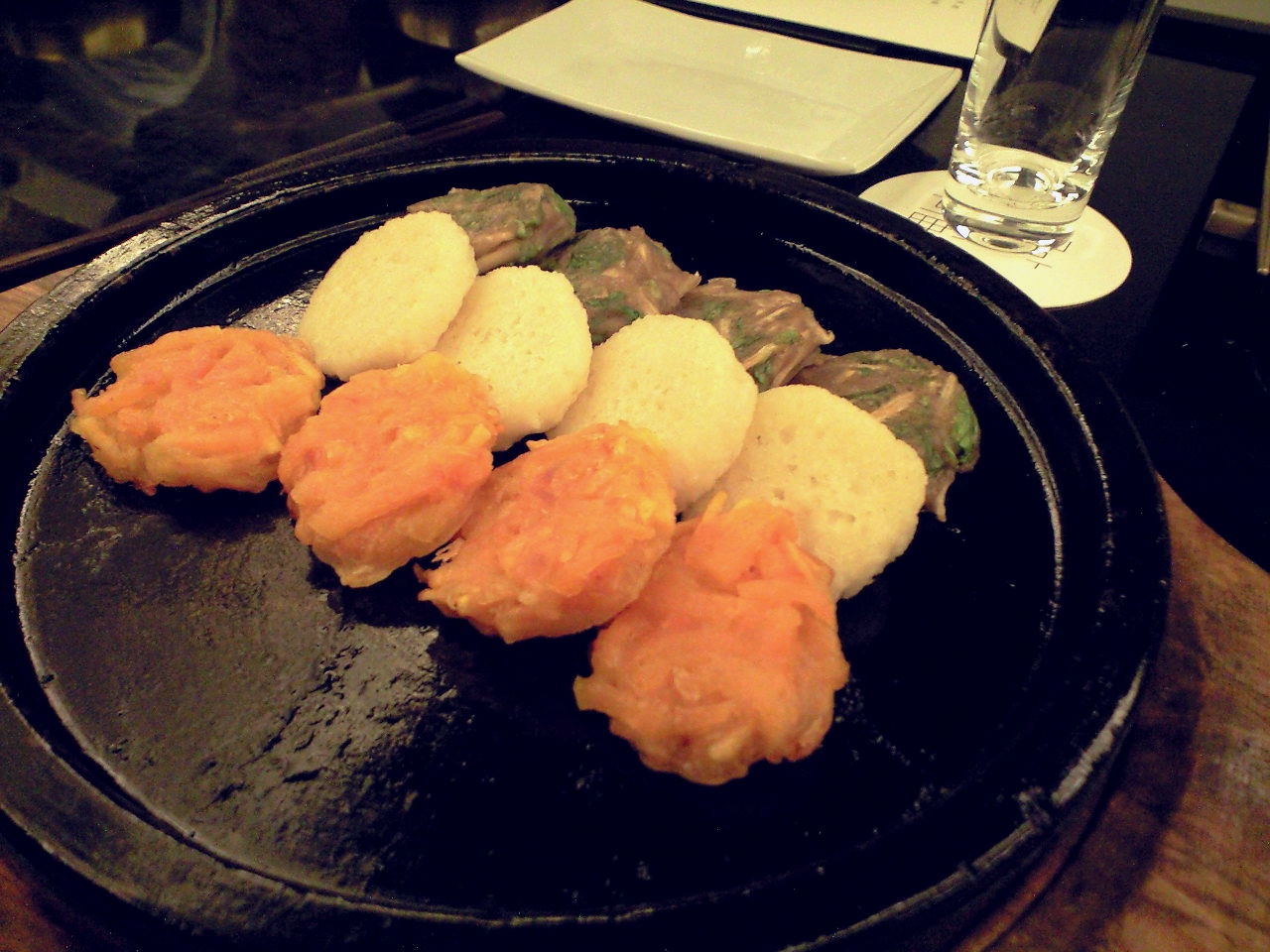
ジョン